# 7ORDER諸星翔希の青春ファンク
『7ORDER諸星翔希の青春ファンク』（セブンオーダーもろほししょうきのせいしゅんファンク）は東海ラジオで2021年4月4日から放送されているラジオ番組。

## 概要
7ORDERの諸星翔希とっては初単独MC番組となる。当初は毎週日曜日22:30から23:00までの放送だったが、2022年4月2日放送分から25:00から25:30に放送時間が変更された。番組内容はお悩み相談コーナー「スカッとファンク」や諸星の特技であるサックスを毎回生演奏するコーナーなどがある。初回放送時には番組のハッシュタグ「#青春ファンク」がTwitterのトレンド入りを果たした。

## ネット局と放送時間
| 放送対象地域 | 放送局名   | 放送期間      | 放送時間                                                                     | ネット状況 | 備考 |
| ------------ | ---------- | ------------- | ---------------------------------------------------------------------------- | ---------- | ---- |
| 中京広域圏   | 東海ラジオ | 2021年4月4日- | 日曜22:30 - 23:00（2022年3月27日まで） 土曜25:00 - 25:30（2022年4月2日から） | 製作局     |      |

## パーソナリティ
- 諸星翔希